# هارولد أربوليدا
هارولد أربوليدا (9 سبتمبر 1990 في الفلبين - ) هو لاعب كرة سلة فلبيني في مركز مدافع مسدد الهدف.

## وصلات خارجية
- هارولد أربوليدا على موقع ريلجم (الإنجليزية)
- هارولد أربوليدا على موقع بروبوليرز (الإنجليزية)